# Sœurs angéliques de Saint-Paul
Les Sœurs angéliques de Saint-Paul  (en latin Sorores Angelicae Sancti Pauli) sont une congrégation religieuse féminine enseignante de droit pontifical.

## Historique

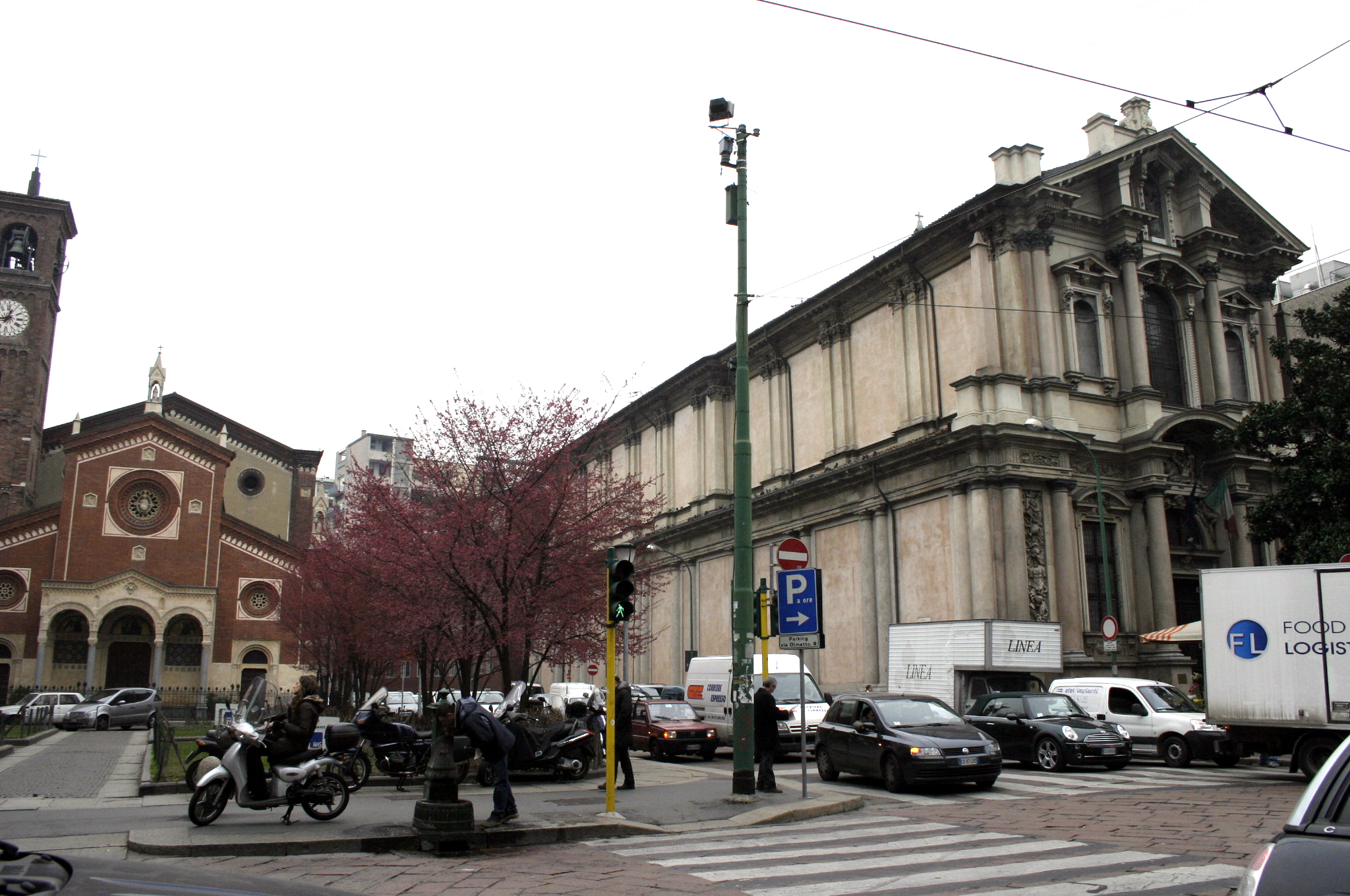
L'ancienne église de San Paolo Converso à Milan, construite en 1549. Elle est aujourd'hui utilisée comme salle d'exposition.

La congrégation est fondée vers 1530 à Milan par Antoine-Marie Zaccaria et la comtesse de Guastalla, Ludovica Torelli (it), dont Zaccaria est chapelain. Sous sa direction, la comtesse et ses jeunes protégées ayant rapidement progressé dans la vertu, il encourage la comtesse de solliciter auprès du pape la permission de fonder un nouvel ordre de religieuses. Ayant reçu cette autorisation le 15 janvier 1535 de Paul III qui leur donne la règle de saint Augustin, l'habit des dominicaines et les dispensent de la clôture religieuse, les autorisant à quitter les monastères pour leur apostolat.
Pendant le chapitre communautaire du 4 octobre 1536, la novice Agnès Baldironi propose le titre de « Angélique » symbole de leur style de vie contemplatif et actif ou « mixte ». Aujourd'hui encore, les « Angéliques » mettent en avant leur nom de baptême avant leur nom religieux. Elles bannissent le nom de « sœur » qui est remplacé par Angelique, ainsi le nom de chaque sœur est ainsi composé : Angelica Paola Maria, Angelica Antonia Maria. En 1552, un décret pontifical obligent les sœurs Angéliques à la clôture religieuse ce qui les obligent à cesser leur apostolat actif. Leurs constitutions religieuses sont rédigées par le vénérable Carlo Bescapè, des Clercs réguliers de Saint-Paul, sur mandat de l'archevêque Charles Borromée et sont approuvées par le pape Urbain VIII avec un bref du 12 mai 1625.
Le premier monastère des angéliques, celui de Saint-Paul à Milan est fermé en 1785 par l'empereur Joseph II et en 1810 les autorités napoléoniennes suppriment l'ordre, la dernière sœur angélique meurt en 1846, signant l'extinction de l'ordre.

## Restauration
En 1879, Pio Mauri de l'ordre des Barnabites, assisté de Flore Bracaval, restaure l'ordre le 21 avril 1882 à Lodi. 
La restauration de l'ordre est acceptée en 1919 par le pape Benoît XV, reprenant le charisme du fondateur en abandonnant la clôture religieuse et se dédiant particulièrement à l'enseignement. Le 5 juillet 1926, jour de la fête célébrant saint Antoine-Marie Zaccaria, une autre bulle autorise l'ordre à reprendre sa vie active. Sous l'impulsion de Flore Bracaval, devenue Mère Jeanne-Marie de Jésus Eucharistie, qui devient la première supérieure générale de la congrégation, les « Angéliques » des monastères de Milan, Arienzo et Fivizzano se transforment en religieuses de vie active.

## Activités et diffusion
Les Sœurs angéliques de Saint-Paul se dédient à l'enseignement, aux œuvres paroissiales et à l'apostolat missionnaire.
Elles sont présentes en:
- Europe : Albanie, Belgique, Italie, Espagne, Portugal, Pologne, Kosovo.
- Amérique : Brésil, Chili, États-Unis.
- Afrique : République démocratique du Congo, Rwanda.
- Asie : Indonésie, Philippines.

La maison généralice est à Rome.
En 2017, la congrégation comptait 240 religieuses dans 38 maisons.